# جواز سفر ساحل العاج
يصدر جواز سفر ساحل العاج لمواطني ساحل العاج للسفر الدولي. يمكن لمواطني ساحل العاج السفر إلى الدول الأعضاء في المجموعة الاقتصادية لدول غرب إفريقيا.

## محتويات الجواز
- لقب العائلة
- الاسم
- الجنسية
- تاريخ الولادة
- الجنس
- مكان الولادة
- تاريخ انتهاء الجواز
- رقم جواز السفر

## اللغات
صفحة المعلومات والبيانات مطبوعة باللغتين الفرنسية والانجليزية.

## اقرأ أيضًا
- متطلبات الحصول على تأشيرة لمواطني ساحل العاج